# 銀河〜星空の秋子
『銀河〜星空の秋子』は、日本の演歌歌手氷川きよしのアルバムである。2002年11月20日発売。発売元はコロムビアミュージックエンタテインメント。

## 収録曲
1. 星空の秋子(4:12)
作詞：仁井谷俊也
作曲：水森英夫
編曲：伊戸のりお
2. ふるさと一番星(3:45)
作詞：いではく
作曲：大谷めいゆう
編曲：伊戸のりお
3. 流れ星(4:21)
作詞：水木れいじ
作曲：水森英夫
編曲：南郷達也
4. 北斗星(4:16)
作詞：木下龍太郎
作曲：宮下健治
編曲：南郷達也
5. 星空のロマンス(4:31)
作詞：小田めぐみ
作曲：大谷めいゆう
編曲：伊戸のりお
6. 夢銀河(5:17)
作詞：仁井谷俊也
作曲：水森英夫
編曲：若草恵
7. 星影のワルツ(3:48)
作詞：白鳥園枝
作曲：遠藤実
編曲：伊戸のりお
8. 星のフラメンコ(3:08)
作詞・作曲：浜口庫之助
編曲：伊戸のりお
9. 見上げてごらん夜の星を(3:49)
作詞：永六輔
作曲：いずみたく
編曲：伊戸のりお
10. 星屑の町(3:55)
作詞：東條寿三郎
作曲：安部芳明
編曲：伊戸のりお
11. 夜空の星(2:41)
作詞：岩谷時子
作曲：弾厚作
編曲：伊戸のりお
12. 昴〜すばる〜(4:35)
作詞・作曲：谷村新司
編曲：伊戸のりお